# Amt Rostocker Heide

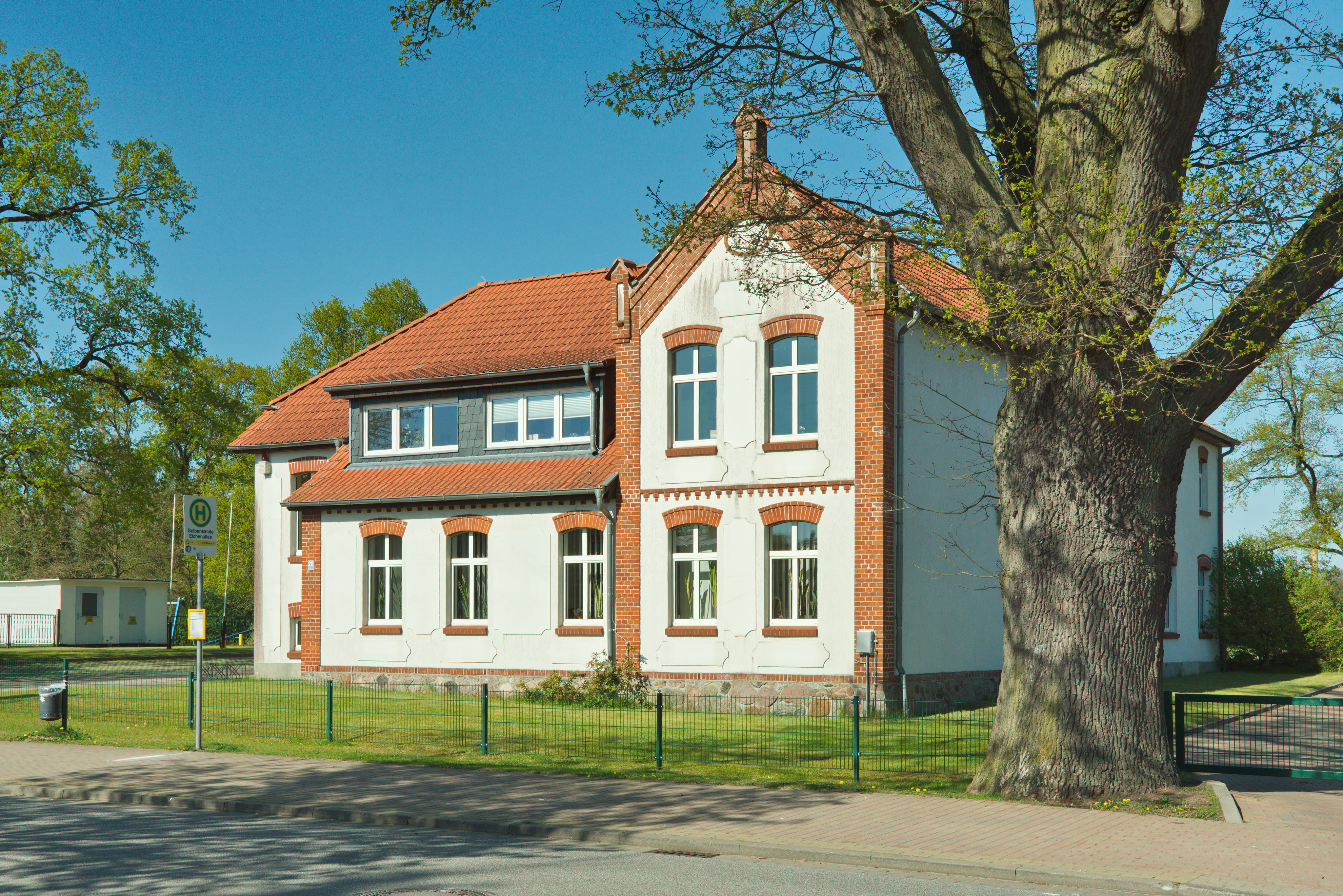
Verwaltungsgebäude des Amtes Rostocker Heide

Im Amt Rostocker Heide mit Sitz in der Gemeinde Gelbensande wurden am 1. September 1991 fünf Gemeinden zur Erledigung ihrer Verwaltungsgeschäfte zusammengeschlossen. Das Amt liegt im Nordosten des Landkreises Rostock in Mecklenburg-Vorpommern (Deutschland) und grenzt an den Landkreis Vorpommern-Rügen und die kreisfreie Hansestadt Rostock. Es ist benannt nach dem größtenteils zu Rostock gehörenden Waldgebiet Rostocker Heide. Durch die Nähe zu Rostock hat sich das Amtsgebiet zum bevorzugten Wohnstandort entwickelt. Von 1991 bis 2002 wuchs die Bevölkerung um etwa 20 %. Am 1. Januar 2018 ist das Amt um das Gebiet der aufgelösten Gemeinde Klein Kussewitz (zuvor Amt Carbäk) gewachsen.

## Die Gemeinden mit ihren Ortsteilen
- Bentwisch mit den Ortsteilen Albertsdorf, Goorstorf, Groß Kussewitz, Harmstorf, Klein Bartelsdorf, Klein Bentwisch, Klein Kussewitz, Neu Bartelsdorf und Volkenshagen
- Blankenhagen mit den Ortsteilen Billenhagen, Cordshagen und Mandelshagen
- Gelbensande mit dem Ortsteil Willershagen
- Mönchhagen mit dem Ortsteil Häschendorf
- Rövershagen mit den Ortsteilen Behnkenhagen, Niederhagen, Oberhagen, Purkshof und Schwarzenpfost

## Belege
1. ↑  Statistisches Amt M-V – Bevölkerungsstand der Kreise, Ämter und Gemeinden 2023 (XLS-Datei) (Amtliche Einwohnerzahlen in Fortschreibung des Zensus 2011) (Hilfe dazu).